# Hospitalo-centrisme
L'hospitalo-centrisme est un qualificatif donné aux systèmes de santé lorsque l'hôpital remplit des fonctions qui peuvent être assumées par d'autres types d'établissements (comme c'est le cas pour les soins médicaux généraux.)

## Système de santé en France
(juillet 2020).
Si vous disposez d'ouvrages ou d'articles de référence ou si vous connaissez des sites web de qualité traitant du thème abordé ici, merci de compléter l'article en donnant les références utiles à sa vérifiabilité et en les liant à la section « Notes et références ».
On parle donc d'hospitalocentrisme quand l'hôpital se trouve à la place centrale et prépondérante du système de santé. Le système de santé en France est un excellent exemple d'hospitalocentrime.
La place prépondérante de l'hôpital dans l'ensemble du système de santé, incluant les soins de première ligne, découle du choix fait par le gouvernement dans l'après-guerre d'adopter une politique de financement public graduel des soins en commençant par les hôpitaux.
L'assurance-hospitalisation prévoyait la gratuité de l'hospitalisation et des consultations externes avec tous les examens complémentaires de laboratoire et de radiologie, mais n'étendait pas cette gratuité aux services offerts dans les polycliniques médicales privées ou dans les centres de soins ambulatoires publics.
Il s'est donc développé dans les années 1960 une mentalité de recours à l'hôpital, seul type d'établissement à offrir tous ces services gratuitement.
Lorsque, au début des années 1970, on a commencé à freiner l'expansion des services d'hospitalisation pour maîtriser l'augmentation constante des coûts, l'alternative choisie n'a pas été de privilégier le développement d'un réseau extrahospitalier, mais plutôt de renforcer les services hospitaliers externes.

## Système de santé au Québec
L'hospitalo-centrisme est parfois mis en cause comme étant l'un des problèmes du système de santé québécois. À titre d'exemple, le rapport spécial de la protectrice du citoyen Marie Rinfret affirme qu'une conception hospitalo-centriste explique pourquoi les CHSLD ont été ignorés par le ministère de la Santé et des Services sociaux lors de la première vague de la pandémie de COVID-19, laquelle fut particulièrement mortelle dans ces foyers pour aînés.